# Championnat d'Italie de football de deuxième division 1992-1993
Navigation
Édition précédente Édition suivante
La saison 1992-1993 de Serie B, organisée par la Lega Calcio pour la quarante-septième fois, est la 61e édition du championnat de deuxième division en Italie. Les quatre premiers sont promus directement en Serie A et les quatre derniers sont relégués en Serie C.
À l'issue de la saison, l'AC Reggiana termine à la première place et monte en Serie A 1993-1994 (1re division), accompagné par le vice-champion US Cremonese, le troisième Plaisance Calcio et le quatrième US Lecce.

## Compétition
Le classement est établi sur le barème de points suivant :
- Victoire : 2 points
- Match nul : 1 points
- Défaite, forfait ou abandon du match : 0 point

### Classement
| Rang | Équipe              | Pts | J  | G  | N  | P  | Bp | Bc | Diff |
| ---- | ------------------- | --- | -- | -- | -- | -- | -- | -- | ---- |
| 1    | AC Reggiana         | 53  | 38 | 18 | 17 | 3  | 41 | 16 | +25  |
| 2    | US Cremonese R      | 51  | 38 | 19 | 13 | 6  | 63 | 35 | +28  |
| 3    | Plaisance Calcio    | 48  | 38 | 17 | 14 | 7  | 42 | 26 | +16  |
| 4    | US Lecce            | 48  | 38 | 15 | 18 | 5  | 45 | 38 | +7   |
| 5    | Calcio Padoue       | 47  | 38 | 17 | 13 | 8  | 45 | 35 | +10  |
| 6    | Ascoli Calcio R     | 46  | 38 | 16 | 14 | 8  | 57 | 35 | +22  |
| 7    | Cosenza Calcio      | 43  | 38 | 14 | 15 | 9  | 37 | 27 | +10  |
| 8    | Pise SC             | 40  | 38 | 13 | 14 | 11 | 25 | 26 | -1   |
| 9    | AC Cesena           | 38  | 38 | 12 | 14 | 12 | 37 | 35 | +2   |
| 10   | AS Bari R           | 38  | 38 | 14 | 10 | 14 | 43 | 44 | -1   |
| 11   | AC Venise           | 36  | 38 | 11 | 14 | 13 | 41 | 41 | 0    |
| 12   | Hellas Vérone R     | 35  | 38 | 10 | 15 | 13 | 30 | 40 | -10  |
| 13   | AS Lucchese         | 33  | 38 | 6  | 21 | 11 | 35 | 38 | -3   |
| 14   | Calcio Monza P      | 33  | 38 | 6  | 21 | 11 | 24 | 31 | -7   |
| 15   | Modène FC           | 33  | 38 | 10 | 13 | 15 | 34 | 43 | -9   |
| 16   | AS Fidelis Andria P | 32  | 38 | 6  | 20 | 12 | 27 | 34 | -7   |
| 17   | SPAL Ferrara P      | 31  | 38 | 8  | 15 | 15 | 30 | 42 | -12  |
| 18   | Bologne FC          | 30  | 38 | 9  | 12 | 17 | 38 | 55 | -17  |
| 19   | AS Tarente          | 27  | 38 | 6  | 15 | 17 | 30 | 51 | -21  |
| 20   | Ternana Calcio P    | 18  | 38 | 4  | 10 | 24 | 25 | 63 | -38  |

|  | Promotion en Serie A                        |
|  | Relégation en Serie C                       |
|  | P : Promu de Serie C R : Relégué de Serie A |